# Viola cameleo
Viola cameleo är en violväxtart som beskrevs av H. Boissieu. Viola cameleo ingår i släktet violer, och familjen violväxter. Utöver nominatformen finns också underarten V. c. gongshanensis.